# Isabel Swan
Isabel Swan (Río de Janeiro, 18 de noviembre de 1983) es una regatista brasileña. Ganó una medalla de bronce en la clase 470 con Fernanda Oliveira en los Juegos Olímpicos de 2008.
Swan pertenece a una familia de navegantes y, junto a su padre, Robert, incluso compitió en el Campeonato Mundial de Tornado en 1998. Después de mudarse a Brasilia, comenzó a competir en el lago Paranoá y ganó su primera medalla en campeonatos, en la clase Optimist. Con Fernanda Oliveira, ganó la primera medalla olímpica en vela femenina brasileña: bronce en Beijing 2008. Durante el ciclo preparatorio, Isabel se fue a vivir a Porto Alegre para entrenar junto a su pareja. Fue cuatro veces campeona brasileña en la Clase 470 y dos veces campeona brasileña de la Clase Tornado en la serie B en 1998 y 1999.
En 2009, recién salida de la universidad, fue atleta embajadora y pronunció el discurso en Copenhague para la campaña de Río de Janeiro para albergar los Juegos Olímpicos de Verano de 2016, ese mismo año se asoció con Martine Grael para competir en los campeonatos mundiales de 2010, quedando sextas. A pesar de haber logrado resultados entre los 10 primeros en todos los Campeonatos del Mundo en los que compitieron (La Haya 2010, Perth 2011 y Barcelona 2012) y conquistar la vacante olímpica brasileña para los Juegos de Londres 2012, terminaron perdiendo la vacante 470 en los Juegos Olímpicos de 2012. La plaza en los Juegos Olímpicos de Verano de 2012 en Londres fue para Fernanda Oliveira y su pareja, Ana Barbachan. 
Posteriormente Isabel Swan y Martine Graell se separaron como pareja en 470. Como nueva pareja, Isabel llamó a Renata Decnop. Navegaron juntos durante 2 años, pero como el criterio para participar en los Juegos Olímpicos de Río era indicativo y la dupla no obtenía resultados expresivos, Isabel, al darse cuenta de que sería difícil representar al país, decidió cambiar de clase, con 1 año y medio antes de los Juegos de Río 2016.
Isabel ingresó a la clase Nacra 17, un barco mixto que debutaría en 2016 y en el que Brasil tuvo el peor desempeño entre las clases olímpicas hasta ese momento. Buscó socios y terminó siendo invitada a unirse a Samuel Albrecht, entonces el mejor calificado en la clase junto a Georgia Rodrigues. La vacante se ganó en noviembre de 2015, y en los juegos, aún con apoyo técnico, sorprendieron y quedaron finalistas en la Medal Race, quedando en el décimo lugar de la general.
Isabel comenzó a asociarse con João Siemsen en 2018 y terminaría perdiendo su lugar para Tokio 2020 ante Albrecht y su nueva pareja Gabriela Nicolino. Finalmente, fue invitada por el Comité Olímpico Brasileño en 2021 para liderar una coordinación deportiva femenina recién creada.